# 宮城県石巻高等学校
宮城県石巻高等学校（みやぎけんいしのまきこうとうがっこう）は、宮城県石巻市大手町にある県立高等学校。通称は「石高」（せきこう）。

## 概要
1923年（大正12年）に創立された石巻中学校（旧制）が前身。校章は鎌倉時代にこの地を治めていた初代奥州総奉行である葛西清重の家紋に因んだ「三つ柏」が使用されている。自由な校風を標榜しており、制服などはない。県の県立高校再編の一環として、定時制課程は2005年度から生徒募集を停止（2007年度閉講）し東松島高校への集約が図られた。また創立以来、一貫して男子校だったが2006年度から男女共学化された。全日制課程で普通科設置。制服は設定されておらず、服装は自由化されている。大学受験では浪人を嫌い、現役合格を目指す風潮が根強いといわれており、2021年度卒業生の国公立大現役合格率は過去最高の43.5％となった。

## 沿革
- 1923年（大正12年）
  - 4月1日 - 前身の宮城県石巻中学校が開校[1]。
  - 5月6日 - 創立記念式を挙行[1]。
- 1933年（昭和8年） - プール新設・校庭設備[1]。
- 1948年（昭和23年）
  - 4月1日 - 学制改革により宮城県石巻高等学校となる[1]。
  - 7月10日 - 定時制課程を設置[1]。
  - 8月9日 - 定時制前谷地分校設置。
  - 11月10日 - 定時制矢本分校設置。
- 1949年（昭和24年）9月24日 - 女川分校設置。
- 1952年（昭和27年） - 前谷地分校・矢本分校それぞれ独立。それぞれ宮城県前谷地高等学校（1966年閉校）・宮城県矢本高等学校（2008年閉校）となる。
- 1953年（昭和28年） - 体育館兼講堂竣工
- 1956年（昭和31年） - 通信教育石巻地区協力校開講式
- 1958年（昭和33年）10月18日 - 火災で校舎1660平方メートル焼失[1]。
- 1959年（昭和34年）
  - 1月20日 - 火災で校舎578.5平方メートル焼失[1]。
  - 7月10日 - 寄宿舎「北辰寮」竣工[1]。
- 1960年（昭和35年） - 西校舎竣工
- 1973年（昭和48年）4月1日 - 女川分校、宮城県女川高等学校として独立[1]。
- 1974年（昭和49年） - 石巻商業高校の旧校舎・校地を当校に移管。
- 1977年（昭和52年） - 通信教育石巻地区協力校廃止
- 1979年（昭和54年） - 木造校舎解体
- 1980年（昭和55年） - 「北辰寮」廃止。（1982年解体）
- 1987年（昭和62年） - 武道館竣工
- 1993年（平成5年）3月 - 第一体育館（木造）解体
- 1998年（平成10年）2月20日 - 鰐陵会館竣工[1]。
- 2004年（平成16年）11月25日 - 西校舎竣工[1]。
- 2005年（平成17年） - 定時制課程の生徒募集停止。（2008年閉講）
- 2006年（平成18年）4月10日 - 共学化に伴い、女子生徒の受け入れ開始[1]。
- 2009年（平成21年） - 「光の扉」建立
- 2011年（平成23年）3月11日 - 東日本大震災発生[1]。避難所設置[1]。
- 2021年（令和3年）8月25日 - 東西両校舎普通教室でエアコン設置[1]。

## 設備
- 東校舎
- 西校舎
- 武道館
- 家庭科実習棟
- 鰐陵会館 - 1階に食堂がある。
- トレーニング室

## 部活動
運動部
- ラグビー
- 硬式野球
- ワンダーフォーゲル
- ソフトテニス
- 硬式テニス
- 柔道
- 剣道
- ヨット
- ウエイトリフティング
- サッカー
- ボート
- バスケットボール
- バレーボール
- 卓球
- 陸上競技
- 水泳

学芸部
- 吹奏楽
- 美術
- 新聞
- 将棋
- 化学
- 書道
- 映画演劇 - 休部中
- 物理
- 文芸

## 歴代校長
- 初代校長 - 野口秀敏（1922年）
- 2代校長 - 大竹良護（1940年）
- 3代校長 - 浅野直久（1943年）
- 4代校長 - 前野善代治（1946年）
- 5代校長 - 勝又朝頼（1949年）
- 6代校長 - 塩沢亮（1956年）
- 7代校長 - 山本林（1959年）
- 8代校長 - 一場武之（1963年）
- 9代校長 - 駒板泰一（1965年）
- 10代校長 - 佐々木賢太郎（1968年）
- 11代校長 - 熊谷彬（1975年）
- 12代校長 - 引地博（1977年）
- 13代校長 - 小坂泰一（1982年）
- 14代校長 - 小泉茂樹（1984年）
- 15代校長 - 熊谷一男（1987年）
- 16代校長 - 岡崎智徳（1989年）
- 17代校長 - 穂積岳（1992年）
- 18代校長 - 若松武徳（1994年）
- 19代校長 - 高橋弘（1997年）
- 20代校長 - 久保田齊（1999年）
- 21代校長 - 狩野誠人（2001年）
- 22代校長 - 鈴木孝資（2004年）
- 23代校長 - 氷室眞也（2007年）
- 24代校長 - 須藤亨（2010年）
- 25代校長 - 三国清美（2012年）
- 26代校長 - 小玉卓夫（2014年）
- 27代校長 - 小松敦（2016年）
- 28代校長 - 神成浩志（2018年）
- 29代校長 - 高梨正博（2021年）

## イベント
以下に石巻高校の１年間の行事の概要を記す。
- 4月 - 応援練習
- 5月 - 石商定期戦
- 7月 - 体育祭
- 8月 - 鰐陵文化祭
- 10月 - 強歩大会
- 12月 - 修学旅行
- 1月 - 鰐陵塾
- 3月 - 卒業式

## 著名な卒業生
旧制石巻中学校設置以来、卒業生は2023年現在で約2万3千人を数える。
- 高橋英吉（彫刻家)
- 石母田正（日本史学者）
- 奥山興悦（裁判官）
- 扇谷正造（ジャーナリスト）
- 天津敏（俳優）
- 中村雅俊（俳優）
- 北原耕也（作家）
- 辺見庸（作家）
- 佐々木岳久（美術家）
- 安住淳（衆議院議員、元財務大臣）
- 畠山和也（元衆議院議員）
- 菅野壽（元参議院議員）
- 須田善明（女川町長）
- 半海一晃（俳優）
- 亀山助清（声優）
- 遠藤正明（男性歌手、作詞家、作曲家）
- 木村和久（評論家）
- 木村博之（グラフィックデザイナー、TUBE GRAPHICS代表）
- 菅原隆拓（防衛省人事教育局長）
- 守屋周（東北放送アナウンサー）
- 和泉耕二（作曲家、大阪音楽大学教授）
- 土井喜美夫（元石巻市長）
- 亀山紘（元石巻市長、元石巻専修大学教授）
- 岩渕明（機械工学者、元岩手大学学長、元日本機械学会副会長）
- 大谷尚文 (仏文学者、元石巻専修大学教授）
- 荒川憲一（戦史学者、防衛大学校教授）
- 黒須英之（山形テレビ元アナウンサー）
- 佐藤大和（弁護士）
- 大和優雅（映画監督）
- 津田喜章（NHKアナウンサー）

## アクセス
- JR石巻駅から徒歩15分 - 20分[2]

## 姉妹校
- 宮城県石巻商業高等学校 - 以前は校舎が隣接して建っていた。石巻高校と定期戦を行っている。

## 光の扉
2008年（平成20年）に交通事故で亡くなった二人の生徒を偲び、交通事故の教訓を風化させないために「光の扉」を制作し、校地内に設置した。